# آلد (یکا)
آلد یک یکای طول قدیمی مغولی است و معادل تقریبی ۱۶۰ سانتی‌متر است. آلد در فرهنگ مغولی فاصلهٔ دستان بازِ یک مرد به‌شمار می‌رفته‌است.